# Caprimulgus nigrescens
Caprimulgus nigrescens là một loài chim trong họ Caprimulgidae.